# Język urumski
Język urumski (urum, grecko-tatarski) – język turkijski używany przez turkojęzycznych Greków głównie w południowo-wschodniej Ukrainie a także w kilku wsiach w Gruzji. Jest zagrożony wyginięciem.

## Klasyfikacja
Publikacja Ethnologue uznaje urum za niezależny język turkijski. Tradycyjna klasyfikacja (m.in. Glottolog):
- Języki ałtajskie (?)
  - Języki turkijskie
    - Języki ogólnotureckie
      - Języki kipczackie
        - Języki zachodniokipczackie
          - Języki krymskotatarsko-urumskie (makrojęzyk)
            - Język urumski

## Dialekty
- calka
- północnoazowski